# Psychogériatrie
La psychogériatrie définit le champ d’étude et la discipline qui se concentre sur le sujet âgé atteint de troubles psychiques ou psychologiques. La notion est associée autant au domaine de la psychiatrie qu’au domaine de la gérontologie. Quant au terme, celui-ci a connu de nombreux changements au cours de ces dernières décennies en fonction des tendances et des découvertes médicales. Les termes de « gérontopsychiatrie », de « psychiatrie du sujet âgé », de « psychiatrie de la personne âgée » ou de « psychiatrie de l'âge avancé » recouvrent des champs très similaires. En termes de soins, ils s’appliquent en premier lieu à la plupart des services de soins psychiatriques, hospitaliers ou ambulatoires, destinés aux personnes de 65 ans et plus.
En outre, cette spécialité connaît une évolution différente dans chaque pays. La Grande-Bretagne compte par exemple parmi les pays pionniers dans ce domaine, car le développement de cette spécialité remonte aux années 1940. Les acteurs du domaine médical en France ont quant à eux pu échanger leurs recherches et travaux scientifiques avec d’autres pays francophones comme la Suisse ou la Belgique depuis les années 1950.
L'Organisation mondiale de la santé (OMS) et l’Association mondiale de psychiatrie (AMP) ont publié un protocole d’accord sur la définition de la psychogériatrie. Ce protocole d’accord définit ainsi la psychogériatrie comme étant la branche de la psychiatrie qui est une partie intégrante des soins multidisciplinaires de santé mentale fournis aux personnes âgées.
Étant donné l'âge relativement avancé des patients, la psychogériatrie est une branche où les cas difficiles sont fréquents. Souvent le patient se trouve atteint de trouble psychique ou psychologique depuis de nombreuses années et il est donc difficile de l'en débarrasser complètement.

## Les origines de la psychogériatrie
La psychogériatrie connaît ses prémices après la seconde guerre mondiale en Amérique du Nord et en Europe. Elle concerne toute personne âgée sujette à des troubles psychiques qui sont déjà apparus à l’âge adulte et qui persistent ou qui sont diagnostiqués avec l’âge ou dans le cadre de la démence. Cette spécialité se charge non seulement du diagnostic, mais également du traitement. Depuis, la spécialité peine à se faire reconnaître en général.

## L’évolution de cette spécialité et de ses appellations des années 1950 à nos jours

### Les années 1950
C’est durant le début de la deuxième moitié du XXe siècle que l’intérêt pour le troisième âge dans le domaine de la psychiatrie commence à prendre de l’ampleur, ce qui a pour conséquence la multiplication de moyens et d’expériences qui continue cependant à rester méconnues dans le domaine médical. En effet, des psychiatres commencent à se pencher plus spécifiquement sur cette tranche d’âge ainsi que sur sa prise en charge à une époque où le sujet du vieillissement de la population réapparait. Cette prise en charge est remise en question notamment lors du Congrès de psychiatrie et de neurologie de langue française en 1951 ou encore à travers la publication de deux articles publiés en 1958 dans la revue L'Information Psychiatrique, mettant en avant la prise de conscience grandissante de l’importance d’un cadre spécifique pour les personnes âgées atteintes de sénilité ou autres troubles psychiques qui étaient jusqu’alors principalement prises en charge par des hôpitaux psychiatriques. Par conséquent, cette institution ne semblait plus être adaptée et des solutions alternatives ont été cherchées, puis proposées telles que l’ajout d’une section indépendante dédiée à cette tranche d’âge dans les hôpitaux psychiatriques ou la création de nouvelles institutions et infrastructures en fonction du degré d’autonomie du patient.

### Les années 1960
C’est uniquement dans les années 1960 que les chercheurs français commencent à se pencher plus sérieusement sur le sujet. C’est également durant cette décennie que le terme de « gérontopsychiatrie » serait apparu à la suite d'une recherche médicale plus poussée et importante qui se laisse observer de par la publication de plusieurs travaux scientifiques pionniers et majeurs dans ce domaine jusqu’à la publication du premier manuel de gérontopsychiatrie en français à la fin de cette décennie. Il s’agit du Manuel de géronto-psychiatrie publié en 1969 par Christian Müller.

### Les années 1970
C’est avec l’essor de la gériatrie dans les années 1970 que le terme de « psychogériatrie » commence à prévaloir. Les deux termes continuent ainsi à coexister et il semblerait que l’évolution de la dénomination suit les tendances et les découvertes médicales suivant le champ médical dominant dans une période donnée. En conséquence, des structures de soin en « psychogériatrie » aussi bien dans les infrastructures psychiatriques que gériatriques émergent durant cette décennie.

### Les années 1980 et l’importance des colloques
Ce n’est que dans les années 1980 que cette spécialité et donc son échange scientifique commence véritablement à se développer à une nouvelle échelle. Jusqu’à cette période la plupart des initiatives se délimitaient à l’échelle locale et les divers travaux pionniers dans ce domaine continuaient à être peu connus et échangés. C’est la tenue d’un « colloque international » qui a permis la création d’une société savante qui à son tour a permis la mise en place d’un dialogue qui sera déterminant pour sa reconnaissance en tant que véritable discipline dans le champ médical en France. La création de cette société savante s’inscrira comme moment clé dans l’histoire de la spécialité. Des colloques sont ainsi organisés à partir de 1986 par la société savante et servent de plateforme d’échange notamment pour les gériatres et les psychiatres qui peuvent ainsi partager leurs expériences. Les colloques attirent des spécialistes venus de différentes parties de la France et même en dehors des frontières, des pays francophones comme la Suisse et la Belgique. La notion de « psychogériatre » continue à être privilégiée.

### Les années 1990
Les échanges continuent à avoir lieu et les différents acteurs du domaine médical commencent à tisser des liens notamment en prenant part aux colloques annuels organisés par la société savante. C’est durant cette décennie que l’action sociale propre aux personnes âgées est créée à la suite de l’instauration de « dépendance » comme notion juridique. De nos jours, ce sont justement les années 1980 et 1990 qui peuvent être considérées comme ayant été prospères pour la psychogériatrie. Vers la fin des années 1990 plusieurs psychiatres forment un groupe avec l’intention de créer une société savante dédiée uniquement à la « gérontopsychiatrie » qu’ils considéraient comme une spécialité à part entière de la psychiatrie. Néanmoins, par manque de moyens et de possibilités, ils finirent par abandonner le projet et décidèrent au contraire de s’investir plus dans la société déjà existante. La spécialité continue ainsi à avoir des difficultés de légitimation. Cela est également perceptible dans les sciences sociales qui dans les années 1990 se penchent plus particulièrement sur les cas de démence et sur la maladie d’Alzheimer, négligeant les études sur cette discipline, voire les traitements possibles.

### Les années 2000
Jusque dans les années 2000 les firmes pharmaceutiques ont investi dans des traitements thérapeutiques dans le cadre de la démence, finançant ainsi la société savante de psychogériatrie qui a pu se développer. Néanmoins, leurs intérêts commencent à diminuer à la suite des faibles résultats et de la difficulté d’observation de ces derniers sur des sujets âgés. Quant au terme, celui-ci commence à partir des années 2000 à être substitué par le terme « psychiatrie du sujet âgé » ou encore « psychiatrie de la personne âgée », ce qui démontre le conflit terminologique omniprésent pas seulement en France, mais également dans d’autres pays, ce qui a permis peu à peu au terme anglais « old age psychiatry » d’être communément adopté.

### En France aujourd’hui
En France la psychogériatrie a de nouveau été mise en avant ces dernières décennies notamment par l’augmentation du nombre de personnes touchées par la maladie d’Alzheimer. De nombreux dispositifs ont été mis en place pour assurer une prise en charge complète des patients comme des équipes mobiles de psychogériatrie ou encore des hôpitaux de jour psychogériatriques.  Cependant, la psychogériatrie qui continue à décompter de nombreuses appellations telles que « gérontopsychiatrie », « psychiatrie gériatrique » ou encore « psychiatrie de la personne âgée » a encore des difficultés à être reconnue comme une spécialité médicale à part entière.

## Le rapport entre la psychiatrie et la gériatrie et le rôle de l’Association mondiale de psychiatrie (AMP)
Il peut être constaté qu’un dialogue entre la psychiatrie et la gériatrie qui a existé en Suisse à partir des années 1950 a été déterminant pour l’histoire de la psychiatrie du sujet âgé, ce qui est également valable pour le domaine médical français, car les travaux suisses ont été reconnus en France. Que ce soit la médecine, à travers la gériatrie, ou la psychiatrie, à travers la psychiatrie du sujet âgé, les deux branches se sont transformées et adaptées en réponse aux changements démographiques. Pour le domaine de la psychiatrie, la psychogériatrie est l’une des spécialisations les plus récentes. Quant à la gériatrie, celle-ci s’est petit à petit personnalisée avant d’offrir, plus tard, des soins en psychogériatrie. Du côté des institutions internationales, l’Association mondiale de psychiatrie (World Psychiatric Association), plus précisément sa section psychiatrique dédiée au sujet âgé, avec le soutien de la section dédiée à la santé mentale de l’Organisation mondiale de la santé (OMS), a tenté vers la fin des années 1990 de définir le concept, les notions et le fonctionnement général des soins de cette discipline en organisant plusieurs conférences. De ces échanges résultent des premiers textes fondateurs qui seront complétés au fur et à mesure des années par des textes qui se penchent plus spécifiquement sur certains sujets tels que la formation ou l’enseignement dans ce domaine. Ces textes seront déterminants pour la reconnaissance progressive de la discipline, mais contribuent également, encore aujourd’hui, à son développement. Néanmoins, la reconnaissance à part entière continue à être difficile dans de nombreux pays au monde et varie fortement de pays en pays. De plus, ces exemples démontrent le malaise toujours actuel de classifier cette branche dans une seule spécialité du champ médical, ce qui a pu ralentir sa reconnaissance en tant que spécialité indépendante.

## Le rôle de l’Association mondiale de psychiatrie (AMP) - World Psychiatric Association (WPA)
L’Association mondiale de psychiatrie (AMP) a été fondée en 1950 pour contribuer à la promotion du développement dans le domaine de la psychiatrie et de la santé mentale. Elle agit comme acteur mondial dans le domaine de la santé mentale en représentant l’association des sociétés psychiatriques nationales et en essayant d’interagir au niveau international en collaborant avec des institutions et des organisations mondialement reconnues telle que l’Organisation mondiale de la santé (OMS). L’association est composée de 70 sections scientifiques différentes ayant pour but de couvrir presque tous les domaines de la psychiatrie. Chacune d’elles rassemble des psychiatres et spécialistes venus du monde entier pour discuter et donner des points de vue différents sur un sujet ou une discipline spécifique. Une section dédiée à la psychiatrie du sujet âgé (« Old Age Psychiatrie ») fait partie de ces sections.

## Institutions et infrastructures de prise en charge

### L’hôpital de jour psychogériatrique
La prise en charge journalière d’une personne âgée permet un accompagnement et un suivi au quotidien sans avoir été complètement hospitalisée. Dans la plupart des cas un entretien et une visite sont planifiés avant le début de la prise en charge, soit de l’admission, avec l’équipe soignante et un médecin référant durant lesquels le patient peut être de préférence accompagné par des proches. Un projet de soin est ensuite mis en place en fonction de la pathologie diagnostiquée ainsi que d’autres facteurs tels que les activités thérapeutiques ou les besoins adaptatifs du patient. De plus, le patient peut être accompagné dans ses démarches administratives par un assistant social et la prise de contact avec un autre dispositif psychogériatrique comme les services de soins à domicile sont facilités.

### Les équipes mobiles de psychogériatrie
Ces équipes ont pour but d’évaluer si une personne âgée est susceptible d’être prise en charge en psychogériatrie, à la suite d'une crise ou d'une situation qui en laisse présager une que ce soit à son domicile, à l’hôpital général ou autre. Les membres de ces équipes ont en principe différentes spécialités que ce soit en psychologie, psychogériatrie, en assistanat social ou autre. L’équipe mobile de psychogériatrie peut ainsi déterminer quels soins sont nécessaires et accompagner la personne âgée pour finaliser son admission en psychogériatrie ou la diriger vers d’autres services. 

### L’instauration de départements psychogériatriques en hôpital psychiatrique
Dans la plupart des cas ce sont les psychiatres et les soignants qui sont à l’origine de la mise en place d’un département, d’un service ou d’une unité dédiée à la personne âgée dans un hôpital psychiatrique. Plusieurs étapes sont  déterminantes pour la mise en place de ces services. Tout d’abord la prise de conscience que ces services sont nécessaires pour améliorer les conditions et l’environnement des patients, à la suite par exemple du manque d’offre existant. Dans les années 1970 et 1980 par exemple, les hôpitaux en général ont permis aux médecins d’instaurer de nouveaux services au nom de l’innovation. Cependant, la difficulté restait de sélectionner une appellation pour les services qui soit adéquate, compréhensible et attirante pour le public. Ainsi durant cette période les institutions hospitalières se distinguent entre les services de « psychogériatrie » comme étant les services collaborant avec les gériatries, et les services dénommés « gérontopsychiatrie » ayant un lien avec les institutions psychiatriques. Les appellations ont continué à évoluer jusque dans les années 2000 durant lesquelles les services reliés aux institutions psychiatriques étaient désignées comme service de « psychiatrie du sujet âgé » ou « psychiatrie de la personne âgée » au contraire des services liés à la gériatrie qui continuaient d’être appelés « psychogériatrie ». Aujourd’hui il peut être observé que l’existence et la répartition des pôles psychiatriques spécialisés pour les personnes âgées que ce soit dans les gériatries, les hôpitaux psychiatriques ou les hôpitaux en général sont très variées selon les régions et donc réparties de façon inégalitaire.

### L’unité d’hospitalisation psychogériatrique aiguë et les services de gériatrie
L’unité d’hospitalisation psychogériatrique aiguë a conclu une convention avec un service de gériatrie de proximité afin de permettre une réorientation rapide d’un patient qui serait sujet à des problèmes somatiques critiques, ce qui reléguerait ses troubles psychiatriques au second plan, et permet une prise en charge rapide du patient.
Il existe également de nombreuses autres structures de prises en charge telles que les unités de soins de longue durée (USLD), les établissements d'hébergement pour personnes âgées dépendantes (EHPAD) ou encore le service de l’accueil et le traitement des urgences (ATU) qui accueille régulièrement des personnes âgées.

## Sources